# Oleksandr Potlow
Oleksandr Fedorowytsch Potlow (ukrainisch Олександр Федорович Потлов; * 5. Mai 1919 in Karawayno, Rajon Inschawinski; † 5. Dezember 1961) war ein Architekt in Mariupol. 

## Leben
Potlow wurde am 5. Mai 1919 im Dorf Karawayno im Rajon Inschawinski in der Oblast Tambow geboren. 1937 absolvierte er das Gymnasium in Tomsk. Von 1938 bis 1943 studierte er am Nowosibirsker Institut für Bauingenieurwesen. 1947 ging er nach Mariupol, wo er Schulen, Clubs, Kinos und Wohnungen erbaute. Er erbaute das Mariupoler Dramatheater (zerstört) und die Produktionsanlagen des Metallurgischen Kombinats Asow-Stahl (zerstört). Am 5. Dezember 1961 starb er im Alter von 42 Jahren.

## Auszeichnungen
- Medaille für die Wiederherstellung der Eisenmetallurgie-Unternehmen des Südens (russisch: медаль «За восстановление предприятий черной металлургии Юга»)
- Ehrenzeichen der Sowjetunion
- Leninorden

## Beispiele

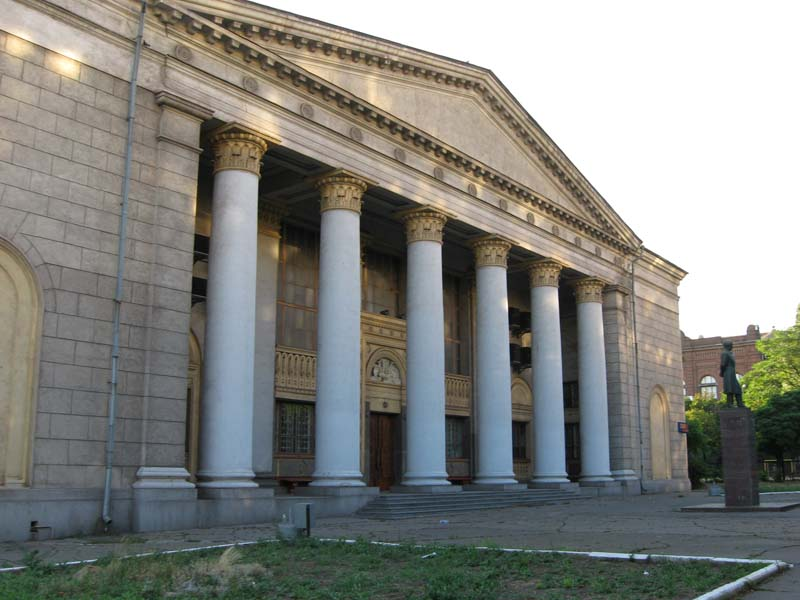
Dramatheater
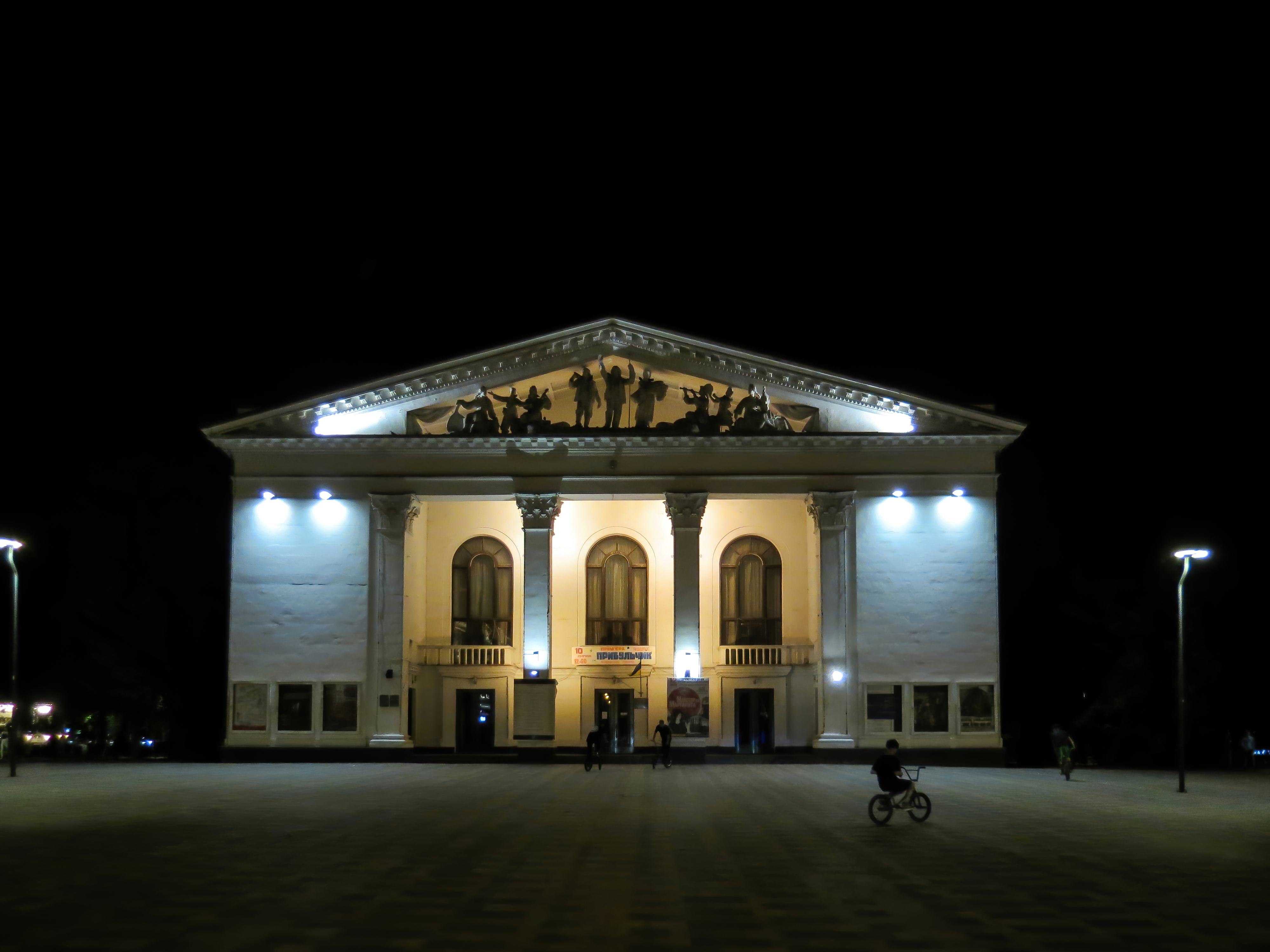
Dramatheater Mariupol
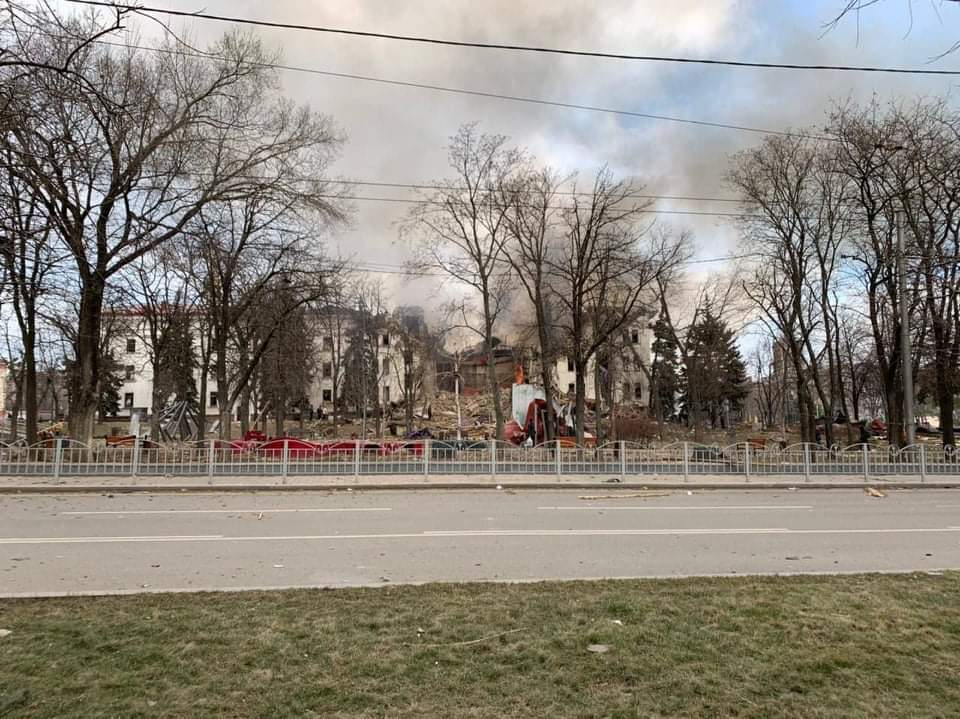
Theater nach dem Luftangriff 2022